# Wacker Burghausen
Der Sportverein Wacker Burghausen e. V. ist ein deutscher Breitensportverein aus Burghausen und mit (Stand: Dezember 2022) rund 5.500 Mitgliedern und 20 Abteilungen einer der größeren Sportvereine Deutschlands außerhalb der Ballungszentren. Die Vereinsfarben sind Weiß-Schwarz.
Der Verein wurde vor allem durch die Erfolge seiner Fußballmannschaft bekannt. Diese stieg 2002 unter Trainer Rudi Bommer in die 2. Bundesliga auf und etablierte sich dort über mehrere Jahre. Wegen der Risiken in Bezug auf die Gemeinnützigkeit des Vereins führte dies 2006 zur Ausgliederung der Profifußball-Abteilung zu einer eigenständigen Kapitalgesellschaft, der Wacker Burghausen Fußball GmbH. Seitdem hat die erste Mannschaft die Bezeichnung SV Wacker Burghausen Fußball.
Neben den Fußballern erlangten auch die Ringer des Vereins sowie die Tennissportler und die Abteilung Schwimmen überregionale Bekanntheit.

## Gründung
Mit der Niederlassung der Wacker Chemie in Burghausen im Jahre 1914 war der Grundstein für ein starkes Wachstum der Stadt gelegt. Insbesondere für die Wacker-Arbeiter wurde am 13. November 1930 der Sportverein Wacker Burghausen gegründet, der zuallererst dem Breitensport dienen sollte. Die ersten aktiv betriebenen Sportarten waren Fußball, Leicht- und Schwerathletik sowie der Schießsport.

## Sportliche Erfolge
- Fußball: Aufstieg in die 2. Bundesliga (2002)
- Tennis: Aufstieg in die 1. Bundesliga (1999 und 2011)
- Ringen: Aufstieg in die 1. Bundesliga 2004 (zur Saison 2005/06) und 2016 (zur Saison 2017/18), Deutscher Mannschaftsmeister 2018, 2019, 2020 und 2022
- Schwimmen: Frauenmannschaft in der 2. Bundesliga
- Handball: Frauenmannschaft in der Handball-Bayernliga (4. Liga)

## Geschichte der Fußballabteilung
Der erste Verein in Burghausen, in dem Fußball gespielt werden konnte, war der TV Burghausen. 1922 spalteten sich die Fußballer des Vereins ab und organisierten sich in einem eigenen Verein, dem 1. FC Burghausen. Dieser erzielte in den acht Jahren seines Bestehens erste sportliche Erfolge in der A-Klasse.
1930 trat der 1. FC Burghausen als Gesamtheit dem neu gegründeten SV Wacker bei, in dem er die Fußballabteilung bildete.

### Die ersten Jahre: 1930–1943
In den ersten Jahren nach der Gründung ging es mit der SV Wacker steil bergauf: Die Mitgliederzahl stieg bis 1934 von 111 auf 428 Sportler an. Zudem verfügte der Verein ab 1932 über den neu errichteten Sportplatz vor den Toren des Wacker-Werks. 1934 stellte sich für die Fußballer mit dem Aufstieg in die Bezirksklasse der erste große Erfolg ein. 1937 ging es wieder abwärts in die A-Klasse.
Bereits damals fanden sich in Burghausen sehr gute Fußballer. Eugen Kling, der während seiner Zeit beim TSV 1860 München sogar zum Kreis der Nationalmannschaft zählte, machte sich vor allem um die Jugendarbeit verdient. Als einer der besten Fußballer, die je für den SV Wacker gespielt haben, gilt Sepp Lindenmayer. Seine Laufbahn wurde unterbrochen, als er zur Wehrmacht einberufen wurde. Während des Zweiten Weltkriegs musste der Fußballspielbetrieb 1943 ganz eingestellt werden, nachdem sich die Mannschaften schon in den Jahren zuvor auf Auswärtsspiele gegen Mannschaften hatten beschränken müssen, deren Plätze per Rad oder Bahn leicht zu erreichen waren.

### Der Neuanfang nach dem Krieg: 1946–1965
Unmittelbar nach Ende des Zweiten Weltkriegs lag ein geordneter Spielbetrieb fern. Der ursprüngliche Spielort war zum Gefangenenlager umfunktioniert worden und war, als der Verein ihn zurückbekam, ein wüster Acker. Dennoch spielte ab 1946 wieder eine Burghauser Herrenmannschaft in der B-Klasse und 1949 schaffte man den Aufstieg in die A-Klasse. Der Fußballjugend des SV Wacker gelang 1947 der Einzug ins Finale um die oberbayerische Meisterschaft, in dem sie sich schließlich dem FC Bayern München mit 0:2 geschlagen geben musste.
Auch die 1. Mannschaft feierte weitere Erfolge: 1960 stieg sie in die II. Amateurliga auf, und schon zwei Jahre später ging es gegen FC Wacker München um den Aufstieg in die I. Amateurliga. Auch wenn sich hier der Favorit aus München durchgesetzt hatte, stieg der SV Wacker drei Jahre später, 1965, auf. Mit der Einführung der Bundesliga im Jahre 1963 waren die Ligen neu geordnet worden, und so kam es zum Aufstiegsspiel zwischen den Meistern der beiden oberbayerischen Bezirksligen, dem SV Wacker und dem MTV Ingolstadt. Auf neutralem Platz in Trostberg besiegte die Burghauser Mannschaft unter Trainer Otto Einsiedl ihren Kontrahenten mit 3:1 und stieg in die Landesliga Süd auf.

### Landesliga: 1965–1993
Mit dem Erreichen der Landesliga begann für den SV Wacker eine lange Zeit sportlicher Stagnation. Insgesamt 23 Jahre lang gehörte man der Landesliga an, unterbrochen nur von den fünf Jahren von 1978 bis 1983, in denen Wacker nur in der Bezirksliga zu finden war. Dennoch datiert auch Denkwürdiges aus dieser Zeit: Am 2. April 1967 trat der 1. FC Köln in Burghausen an und am 31. Juli 1972 – zur Einweihung der neuen Tribüne – gastierte sogar der FC Bayern München. Damals wurde mit 9000 Besuchern ein Zuschauerrekord aufgestellt, der erst wieder zu Zweitligazeiten gebrochen werden sollte.
Nach dem Wiederaufstieg in die Landesliga 1983 waren die Ansprüche gestiegen. Die Bayernliga im Visier, verstärkte Manager Kurt Gaugler die Mannschaft mit Ex-Profis wie Peter Stocker als Spieler oder Rudi Hannakampf als Trainer. Doch der Aufstieg gelang erst 1993, als der SV Wacker im entscheidenden letzten Saisonspiel zu Hause den direkten Konkurrenten FC Gundelfingen mit 2:0 besiegen konnte. Trainer damals war der ehemalige Bundesligaspieler Kurt Niedermayer, über den Gaugler urteilt, er habe „Fußball in Burghausen hoffähig gemacht“.

### Der Wandel zum Profiklub: 1993 bis 2007
| Saison  | Liga             | Klasse | Platz | Tore  | Punkte | Ergebnis | Zuschauer |
| ------- | ---------------- | ------ | ----- | ----- | ------ | -------- | --------- |
| 1993/94 | Bayernliga       | III    | 7.    | 44:40 | 35:29  | Abstieg  | 1.428     |
| 1994/95 | Bayernliga       | IV     | 1.    | 62:25 | 53:15  | Aufstieg | 897       |
| 1995/96 | Regionalliga Süd | III    | 9.    | 51:35 | 49     |          | 1.741     |
| 1996/97 | Regionalliga Süd | III    | 5.    | 50:37 | 55     |          | 1.876     |
| 1997/98 | Regionalliga Süd | III    | 5.    | 56:43 | 54     |          | 1.784     |
| 1998/99 | Regionalliga Süd | III    | 7.    | 50:42 | 50     |          | 1.117     |
| 1999/00 | Regionalliga Süd | III    | 4.    | 57:42 | 55     |          | 1.247     |
| 2000/01 | Regionalliga Süd | III    | 13.   | 46:52 | 43     |          | 1.641     |
| 2001/02 | Regionalliga Süd | III    | 1.    | 49:22 | 67     | Aufstieg | 2.226     |
| 2002/03 | 2. Bundesliga    | II     | 10.   | 48:41 | 44     |          | 4.673     |
| 2003/04 | 2. Bundesliga    | II     | 10.   | 40:39 | 45     |          | 4.644     |
| 2004/05 | 2. Bundesliga    | II     | 9.    | 48:55 | 48     |          | 5.549     |
| 2005/06 | 2. Bundesliga    | II     | 8.    | 45:47 | 47     |          | 4.764     |
| 2006/07 | 2. Bundesliga    | II     | 17.   | 42:63 | 32     | Abstieg  | 5.739     |

Schon in der zweiten Bayernligasaison glückte dem SV Wacker der erneute Aufstieg (1995), diesmal in die Regionalliga, die damals noch viergleisig war. Dort konnte sich die Mannschaft ohne größere Probleme etablieren und qualifizierte sich 1999/2000 souverän für die neue zweigleisige Regionalliga. Niedermayer wechselte nach dieser Saison als Jugendtrainer zu Bayern München. Er, der vor acht Jahren einen mittelmäßigen Landesligisten übernommen hatte, hinterließ seinem Nachfolger Rainer Hörgl eine Regionalligamannschaft von Format. Doch Hörgl blieb in Burghausen erfolglos: Als sich die Mannschaft auf den Abstiegsplätzen wiederfand, wurde er noch vor der Winterpause von Rudi Bommer abgelöst. Bommer, wie schon Niedermayer ein Ex-Profifußballer, jedoch ohne viel Erfahrung als Trainer, schaffte mit dem Team den Klassenerhalt gerade noch am letzten Spieltag mit einem 1:1 gegen den 1. FC Schweinfurt 05.
In der folgenden Saison 2001/02 übernahm der SV Wacker schon früh die Tabellenführung der Regionalliga Süd. Am Ende der Saison stand der Aufstieg in die 2. Bundesliga. Somit hatte Wacker Burghausen es innerhalb eines Jahrzehnts von der Landesliga in die zweite Liga geschafft.
Auch in der ersten Saison im Profifußball hielt man unerwartet gut mit und geriet nie in ernstliche Abstiegsgefahr. Der Abstieg drohte erst in der nächsten Saison (2003/04), doch mit einem Kraftakt am Saisonende konnte man die Klasse letztlich doch noch halten. Erfolgstrainer Rudi Bommer wechselte nach dieser Saison zum Bundesligaabsteiger TSV 1860 München. Für ihn kam Markus Schupp, der zuvor die U-19-Mannschaft des SK Sturm Graz betreut hatte. Unter ihm schaffte die Burghauser Mannschaft 2005 und 2006 ungefährdet den Klassenerhalt. Am 14. Dezember 2006 wurde er in seiner dritten Saison aufgrund der schlechten Tabellenplatzierung entlassen und durch Fred Arbinger ersetzt. Doch auch dieser konnte den Abstieg in die Regionalliga Süd nicht verhindern. Neuer Trainer wurde der Ex-Schalker Ingo Anderbrügge, der jedoch in der Rückrunde bereits durch Peter Assion ersetzt wurde.
In den Jahren der Zweitligazugehörigkeit des Klubs unternahmen einige junge, talentierte Spieler des SV Wacker ihre ersten Schritte im Profifußball und wechselten anschließend zu etablierten Vereinen. Beispiele sind:
- Thomas Broich: beim SVW von 2001 bis 2003; danach zu Borussia Mönchengladbach, von 2002 bis 2004 U-21-Nationalspieler
- Youssef Mokhtari: beim SVW von 2002 bis 2004; danach zu Energie Cottbus
- Stefan Reisinger: beim SVW von 2003 bis 2005; danach zu TSV 1860 München
- Tom Geißler: beim SVW von 2004 bis 2005; danach zum 1. FSV Mainz 05
- Nico Herzig: beim SVW von 2004 bis 2006; danach zu Alemannia Aachen

Am 6. August 2007 kam es zu einem Highlight der Vereinsgeschichte: Burghausen bekam im DFB-Pokal den FC Bayern München zugelost. Da die ARD das Spiel live übertrug, wurde dem Verein eine zuvor nicht gekannte Aufmerksamkeit zuteil. Erst im Elfmeterschießen musste man sich dem Favoriten geschlagen geben.

### Langsamer Wiederabstieg: 2007 bis 2017
| Saison  | Liga                | Klasse | Platz | Tore  | Punkte | Ergebnis                  | Zuschauer |
| ------- | ------------------- | ------ | ----- | ----- | ------ | ------------------------- | --------- |
| 2007/08 | Regionalliga Süd    | III    | 7.    | 36:37 | 49     | Qualifikation zur 3. Liga | 3.364     |
| 2008/09 | 3. Liga             | III    | 18.   | 40:65 | 40     |                           | 2.876     |
| 2009/10 | 3. Liga             | III    | 17.   | 45:64 | 46     |                           | 3.105     |
| 2010/11 | 3. Liga             | III    | 18.   | 46:66 | 37     |                           | 2.789     |
| 2011/12 | 3. Liga             | III    | 6.    | 55:47 | 57     |                           | 2.836     |
| 2012/13 | 3. Liga             | III    | 8.    | 45:45 | 51     |                           | 2.504     |
| 2013/14 | 3. Liga             | III    | 19.   | 39:58 | 37     | Abstieg                   | 2.143     |
| 2014/15 | Regionalliga Bayern | IV     | 11.   | 36:43 | 42     |                           | 1.367     |
| 2015/16 | Regionalliga Bayern | IV     | 2.    | 58:33 | 63     |                           | 1.550     |
| 2016/17 | Regionalliga Bayern | IV     | 11.   | 46:54 | 47     |                           | 1.038     |

In der Saison 2008/09 nahm Wacker Burghausen an der neuen, eingleisigen 3. Liga teil, konnte mit dem 18. Tabellenplatz die Klasse aber sportlich nicht halten. Da Kickers Emden jedoch den Lizenzantrag aus finanziellen Erwägungen zurückzog, nahm Wacker Burghausen auch in der Saison 2009/10 am Spielbetrieb der 3. Liga teil und schaffte mit Platz 17 den Klassenerhalt.
Am 10. August 2010 wurde die Verpflichtung von Mario Basler als Trainer bekannt. Der Verein landete am Ende der Saison 2010/11 auf dem 18. Platz, wodurch erneut der Ligaerhalt nicht erreicht wurde und die sportlichen Verantwortlichen ursprünglich von Neuanfang in der Regionalliga ausgehen mussten. Weil Rot Weiss Ahlen aufgrund eines nach Abschluss sämtlicher Ligaspiele, aber vor dem offiziellen Saisonende am 30. Juni 2011 vor dem Amtsgericht Münster eröffneten Insolvenzverfahrens auf den letzten Platz rückte, war Wacker zum zweiten Mal binnen drei Spielzeiten „am grünen Tisch“ um den Abstieg herumgekommen. Zur Saison 2011/12 wurde Rudi Bommer zum zweiten Mal Trainer des Vereins. Allerdings lösten die Wacker Burghausen Fußball GmbH und Rudi Bommer schon im Dezember 2011 den Vertrag in beiderseitigem Einvernehmen auf. Als Nachfolger für den zum Energie Cottbus gewechselten Trainer und Sportlichen Leiter wurde im Januar 2012 Reinhard Stumpf verpflichtet. Dieser erhielt einen Vertrag bis zum Ende der Saison 2011/12, in der Wacker um den Wiederaufstieg in die 2. Bundesliga mitspielte. Keine Mannschaft verlor in dieser Saison weniger Spiele als der SVW (sieben) – durch die meisten Unentschieden (18) landete er am Ende aber mit vier Punkten Rückstand auf den SSV Jahn Regensburg, der über die Relegation aufsteigen sollte, nur auf Platz sechs. Nach Abschluss eines umfassenden wirtschaftlichen Sanierungsprozesses durch Wackers aktuellen Geschäftsführer Florian Hahn, der seit 2009 neben seiner Tätigkeit als operativer Geschäftsführer und Finanzverantwortlicher auch die Aufgaben der sportlichen Leitung erfüllt, gelang es dem Drittligisten nach der finanziellen Konsolidierung den Fokus auch wieder gänzlich auf die sportlichen Aufgaben zu legen. Sportlich folgte jedoch 2013/14 ein weiterer Tiefpunkt, als der Verein bereits frühzeitig als Absteiger feststand. Diesmal mussten die Oberbayern auch den Weg in die Viertklassigkeit gehen. Erstmals seit 19 Jahren waren die Burghauser damit nur noch viertklassig.
Der Start in die Spielzeit 2014/15 misslang jedoch. Unter Neutrainer Mario Demmelbauer konnte Burghausen lediglich 18 Punkte aus 19 Spielen holen und fand sich auf dem Relegationsplatz zur Bayernliga wieder. Am 11. November 2014 gab Demmelbauer seinen Rücktritt aufgrund von Erfolglosigkeit bekannt. Schließlich schafften die Schwarz-Weißen mit Rückkehrer Uwe Wolf auf dem Trainerstuhl den Klassenerhalt.
Unter Wolf griff Wacker Burghausen in der Saison 2015/16 wieder in den Kampf um den Aufstieg in die 3. Liga ein. Zwar hatten sie nach dem Ostbayern-Derby gegen den SSV Jahn bereits zwölf Punkte Rückstand auf die Oberpfälzer, konnten diesen aber im Verlauf der Hinrunde egalisieren und übernahmen zur Winterpause die Tabellenführung in der Regionalliga Bayern. Eine Niederlagenserie von vier Pleiten in Folge sorgte in der Rückrunde aber dafür, dass die Salzachstädter den Relegationsplatz an den Jahn zurückgeben mussten. Im direkten Duell am 29. Spieltag sollte eine Vorentscheidung fallen: Durch die 0:1-Niederlage im Derby hatte Burghausen wieder fünf Punkte Rückstand auf Regensburg. Trotz einer Siegesserie am Saisonende konnte dieser Rückstand jedoch nicht mehr aufgeholt werden und so stand der Jahn vorzeitig als Meister fest. Die Relegation konnte Wacker Burghausen nicht mehr erreichen und wurde am Ende Vizemeister.
In der Spielzeit 2016/17 hatte Burghausen zu keinem Zeitpunkt die Möglichkeit, ins Aufstiegsrennen einzugreifen und spielte wieder gegen den Abstieg. Im März 2017 wurde Wolf als Wacker-Trainer entlassen, Patrick Mölzl vom SV Kirchanschöring verpflichtet. Mit Mölzl an der Seitenlinie kamen die Oberbayern ohne weitere Abstiegssorgen als elfter ins Ziel. Nachdem die Rückkehr in die 3. Liga nicht ersichtlich war und die sportliche Perspektive fehlte, zwangen finanzielle Gründe den Verein 2017 zudem zum Ausstieg aus dem Profifußball. Ein weiterer Grund waren die Zuschauerzahlen, die bis auf 1.200 im Schnitt gesunken waren.

### Re-amateurisierte Fußballabteilung: Seit 2017
| Saison  | Liga                | Klasse | Platz | Tore  | Punkte | Ergebnis | Zuschauer |
| ------- | ------------------- | ------ | ----- | ----- | ------ | -------- | --------- |
| 2017/18 | Regionalliga Bayern | IV     | 09.   | 53:49 | 50     |          | 1.274     |
| 2018/19 | Regionalliga Bayern | IV     | 03.   | 50:41 | 56     |          | 0.898     |
| 2019–21 | Regionalliga Bayern | IV     | 11.   | 36:35 | 33     |          | 0.706     |
| 2021/22 | Regionalliga Bayern | IV     | 03.   | 84:54 | 64     |          | 0.779     |
| 2022/23 | Regionalliga Bayern | IV     | 07.   | 57:45 | 56     |          | 0.889     |
| 2023/24 | Regionalliga Bayern | IV     | 09.   | 51:47 | 48     |          | 0.1.053   |
| 2024/25 | Regionalliga Bayern | IV     | 07.   | 60:50 | 52     |          | 0.1.438   |

Auch in der folgenden Saison kam Wacker nicht über einen Mittelfeldplatz hinaus. In der Saison 2018/19 spielte Wacker zwar stets im ersten Drittel der Tabelle, hatte mit dem Aufstiegskampf allerdings auch nichts zu tun. Zeitgleich sank der Zuschauerschnitt mit 898 das erste Mal seit 24 Jahren auf unter 1.000. Auch in den Folgesaisons 2019-21, 2021/22, 2022/23 und 2023/24 erzielte Burghausen ordentliche Ergebnisse, die teilweise erneut bis ins obere Drittel der Tabelle führten, ohne dass sie jedoch je ernsthaft in den Aufstiegskampf eingreifen konnten.

### Verkauf von Anteilen und ambitionierte Ziele
Am 1. Oktober 2024 gab der Sportverein Wacker Burghausen e. V. bekannt, dass er 24,9 % seiner Anteile an der Wacker Burghausen Fußball GmbH an die Rothwinkler Vermögensverwaltungs GmbH veräußert hat. Als Grund wurden die insbesondere die nach der Corona-Pandemie stark gestiegenen Personal- und Spielbetriebskosten genannt, sowie die gesunkenen Einnahmen als Folge von neun Regionalliga-Jahren. Der Schwerpunkt der Partnerschaft liege dabei auf der Förderung des Nachwuchsleistungszentrums und der gezielten Verstärkung der Regionalliga-Mannschaft, mit dem Ziel, spätestens bis 2030 – zum 100-jährigen Vereinsjubiläum – in der 3. Liga zu spielen.
Am 9. Januar 2025 stellte Wacker Burghausen den ehemaligen deutschen Nationalspieler Lars Bender als neuen Cheftrainer vor. Zudem kehrte Wolfgang Schellenberg, der beim SVW von 2018 bis 2019 bereits als Cheftrainer in der Regionalliga Bayern aktiv war, zurück und übernahm die Positionen des Sportdirektors für die erste Mannschaft und des NLZ.

## Erste Mannschaft

### Kader 2024/25
Stand: 3. April 2025
| Nr.        | Nat.                                | Spieler              | Geburtstag    | Vertrag seit | letzter Verein              |
| ---------- | ----------------------------------- | -------------------- | ------------- | ------------ | --------------------------- |
| Tor        |                                     |                      |               |              |                             |
| 01         | Osterreich                          | Markus Schöller      | 12. Mai 1995  | 24.01.2021   | vereinslos                  |
| 40         | Deutschland                         | Justin Bartl         | 1. Mai 2004   | 01.07.2024   | SSV Jahn Regensburg II      |
| Abwehr     |                                     |                      |               |              |                             |
| 02         | Deutschland                         | Felix Obermaier      | 27. März 2005 | 01.07.2024   | eigene Jugend               |
| 03         | Singapur England                    | Harry Birtwistle     | 1. Dez. 2003  | 31.01.2025   | Wolverhampton Wanderers U21 |
| 04         | Finnland Vereinigte Staaten         | Jasper Maljojoki     | 11. Juni 2002 | 02.08.2023   | SV Heimstetten              |
| 05         | Tschechien                          | Vojtěch Mareš        | 5. Juni 1999  | 01.07.2024   | FC Hertha Wels              |
| 14         | Deutschland                         | Michael Dinkler      | 5. Nov. 2008  |              | eigene Jugend               |
| 15         | Deutschland                         | Marcel Spitzer       | 23. Mai 1999  | 01.07.2023   | TSV Buchbach                |
| 17         | Deutschland                         | Alexander Spitzer    | 23. Mai 1999  | 01.07.2023   | TSV Buchbach                |
| 18         | Deutschland                         | Tobias Hofbauer      | 11. Juni 2001 | 01.07.2024   | SV Erlbach                  |
| 31         | Deutschland                         | Christoph Schulz     | 11. Sep. 1996 | 01.07.2015   | eigene Jugend               |
| 35         | Osterreich                          | Moritz Sommerauer    | 27. Aug. 1992 | 16.07.2021   | TSV 1860 Rosenheim          |
| Mittelfeld |                                     |                      |               |              |                             |
| 06         | Deutschland                         | Felix Bachschmid     | 25. Sep. 1996 | 01.07.2018   | TSV München 1860            |
| 07         | Deutschland                         | Alexander Gordok     | 14. Mai 2001  | 01.07.2024   | SV Erlbach                  |
| 08         | Bosnien und Herzegowina Deutschland | Filip Ilić           | 22. Jan. 2004 | 19.01.2025   | vereinslos                  |
| 20         | Deutschland                         | Lukas Adamhuber      | 27. Feb. 2005 | 01.07.2024   | eigene Jugend               |
| 22         | Ukraine                             | Artur Andreychyk     | 30. Aug. 2005 | 01.07.2023   | eigene Jugend               |
| 23         | Deutschland                         | Tobias Duxner        | 15. Apr. 2004 | 01.07.2023   | eigene Jugend               |
| 32         | Deutschland                         | Denis Ade            | 3. Apr. 2001  | 01.07.2020   | TSV München 1860 U19        |
| 34         | Osterreich                          | Lukas Walchhütter    | 10. Jan. 2004 | 01.07.2024   | Kapfenberger SV             |
| Angriff    |                                     |                      |               |              |                             |
| 09         | Osterreich                          | Michael John Lema    | 13. Sep. 1999 | 24.01.2024   | DSV Leoben                  |
| 10         | Frankreich                          | Christopher Bibaku   | 13. Dez. 1995 | 01.07.2024   | FC Eilenburg                |
| 19         | Tschechien                          | Daniel Bareš         | 22. Dez. 1998 | 01.07.2024   | Union Mondsee               |
| 26         | Deutschland                         | Sebastian Malinowski | 8. Juni 1998  | 16.10.2023   | FC Wil                      |
| 27         | Deutschland Nigeria                 | Noah Agbaje          | 23. Juni 2001 | 16.10.2023   | FC St. Pauli II             |
| 28         | Deutschland                         | Sebastian Dengel     | 5. Dez. 2006  |              | eigene Jugend               |
| 29         | Deutschland                         | Niklas Doll          | 12. Dez. 1999 | 01.07.2024   | FC Rot-Weiß Koblenz         |

## Ringerabteilung
| Saison  | Liga (Klasse)             | Vorrunde         | Play-offs     |
| ------- | ------------------------- | ---------------- | ------------- |
| 2002    | 2. Bundesliga Süd (II)    | Platz 6 (von 09) | –             |
| 2003    | 2. Bundesliga Süd (II)    | Platz 8 (von 09) | –             |
| 2004    | 2. Bundesliga Süd (II)    | Platz 1 (von 10) | –             |
| 2005/06 | 1. Bundesliga Süd (I)     | Platz 7 (von 09) | –             |
| 2006/07 | 1. Bundesliga Südost (I)  | Platz 3 (von 06) | –             |
| 2007/08 | 1. Bundesliga Süd (I)     | Platz 4 (von 08) | Viertelfinale |
| 2008/09 | 1. Bundesliga Süd (I)     | Platz 1 (von 08) | Viertelfinale |
| 2009/10 | 1. Bundesliga Ost (I)     | Platz 3 (von 10) | Halbfinale    |
| 2010/11 | 1. Bundesliga Ost (I)     | Platz 1 (von 10) | Viertelfinale |
| 2011/12 | 1. Bundesliga Ost (I)     | Platz 2 (von 09) | Viertelfinale |
| 2012/13 | 1. Bundesliga Süd (I)     | Platz 5 (von 08) | Viertelfinale |
| 2013/14 | 1. Bundesliga Süd (I)     | Platz 8 (von 08) | –             |
| 2014    | 2. Bundesliga Süd (II)    | Platz 2 (von 08) | –             |
| 2015    | 2. Bundesliga Süd (II)    | Platz 1 (von 09) | –             |
| 2016    | 2. Bundesliga Süd (II)    | Platz 1 (von 10) | –             |
| 2017/18 | DRB-Bundesliga Südost (I) | Platz 1 (von 07) | Meister       |
| 2018/19 | DRB-Bundesliga Südost (I) | Platz 1 (von 07) | Meister       |
| 2019/20 | DRB-Bundesliga Südost (I) | Platz 1 (von 07) | Meister       |
| 2020/21 | Saisonabbruch             | Saisonabbruch    | Saisonabbruch |
| 2021/22 | DRB-Bundesliga Südost (I) | Platz 1 (von 06) | Meister       |
| 2022/23 | 1. Bundesliga Ost (I)     | Platz 1 (von 08) | Halbfinale    |
| 2023/24 | 1. Bundesliga Ost (I)     | Platz 1 (von 08) | Meister       |

Die Ringerabteilung des 1. FC Burghausen war 1930 eine der Gründungsabteilungen des SV Wacker Burghausen. Bis Anfang der 1960er Jahre verbuchten die Ringer vom SV Wacker hauptsächlich auf regionaler Ebene Erfolge. So gelang 1961 erstmals der Aufstieg in die höchste bayerische Liga, die Oberliga. 1963 erlangte mit Johann „Hans“ Meilhammer zum ersten Mal ein Wacker-Athlet einen Meistertitel bei den deutschen Ringermeisterschaften. In den 70er Jahren verpasste die 1. Ringer-Mannschaft den Aufstieg in die neue 2. Bundesliga mehrfach knapp. Ebenfalls in dieser Zeit verbuchte die Jugend der Abteilung einige Erfolge. So gelang es Bruno Kastner mehrere Medaillen bei deutschen Juniorenmeisterschaften zu gewinnen und 1973 sogar Platz 3 bei der Junioren-Weltmeisterschaft in den USA zu erreichen.
Die Erfolge der 70er konnten in den 1980er Jahren nicht fortgesetzt werden. 1990 wurde ein Ringer-Damenteam aufgebaut und gewann bereits in den ersten Jahren unter anderem mit Helga Mühlthaler und Angelika Hiermeier Medaillen bei deutschen Meisterschaften. In den 90er Jahren verbesserte sich zudem die 1. Männermannschaft und kehrte 1998 in die Oberliga zurück. Bereits drei Jahre später qualifizierte sich das Team für die Teilnahme an den Aufstiegskämpfen zur 2. Bundesliga. Trotz zweier Niederlagen stiegen die Ringer dank eines frei gewordenen Platzes auf. Nach zwei Saisons, in denen die Mannschaft im unteren Tabellendrittel der Südstaffel der zweithöchsten deutschen Ringerliga landete, gelang 2004 mit einem 1. Platz erstmals der Aufstieg in die 1. Bundesliga. Die Ringer des SV Wacker etablierten sich in dieser und erreichten in der Saison 2007/08 erstmals die Endrunde. In der Saison 2009/10 drang die 1. Mannschaft sogar bis in das Halbfinale vor, musste sich in diesem jedoch dem späteren Meister KSV Aalen 05 geschlagen geben. 2014 endete nach neun Saisons, in denen zwei Vorrunden-Staffelsiege, fünf Viertelfinaleinzüge und eine Halbfinalteilnahme erreicht wurden, die Zeit in der 1. Bundesliga. Zurück in der zweithöchsten Ringerliga kämpften die Burghauser stets um den Sieg in der Südstaffel. 2015 und 2016 wurde dieser erreicht. Zur Saison 2017/18 wurden die 1. und die 2. Bundesliga zusammengelegt und durch den Staffelsieg qualifizierte sich der SVW für die höchste Ringerliga unter dem Dach des DRB, die nun unter der Bezeichnung DRB-Bundesliga fungiert. Die drei Saisons ab 2017/18 wurden die Erfolgreichsten der Ringer-Abteilung; in allen drei Saisons wurde sowohl der 1. Platz in der Vorrunden-Staffel Südost erreicht als auch die Endrunden mit der Mannschaftsmeisterschaft abgeschlossen. Nachdem die Saison 2020/21 in Folge der COVID-19-Pandemie ohne Kürung eines Meisters abgebrochen werden musste, konnten Wackers Ringer in der Saison 2021/22 die nächste Meisterschaft erringen. Die Bundesliga-Saison 2022/23 endete für SV Wacker im Halbfinale, nachdem die Vorrunde ohne Punktverlust mit dem 1. Platz in der Staffel Ost abgeschlossen werden konnte. In der Saison 2023/24 wurden sie durch einen Finalsieg gegen SC Kleinostheim erneut Deutscher Meister.

### Bekannte Athleten
- Johann Meilhammer, deutscher Meister 1963 im griechisch-römischen Stil
- Helga Mühlthaler, deutsche Meisterin 1994 im Freistil
- Angelika Hiermeier, deutsche Meisterin (1995) und deutsche Vizemeisterin (1994) im Freistil
- Eugen Ponomartschuk, deutscher Meister 2013 und 2014 im griechisch-römischen Stil, zweifacher Mannschaftsmeister (2018, 2019)
- Witalis Lazovski, zweifacher deutscher Meister (2018, 2019), zweifacher Mannschaftsmeister (2019, 2020)
- Matthias Maasch, dreifacher deutscher Meister (2012, 2014, 2017), dreifacher Mannschaftsmeister (2018, 2019, 2020), mehrere Teilnahmen an Europa- und Weltmeisterschaften

weitere Ringer der Meistermannschaften
- Ramsin Azizsir
- Soner Demirtaş
- Cengizhan Erdoğan
- Magomedmurad Gadżijew
- Kakhaber Khubezhty
- Tamás Lőrincz
- Mariusz Łoś
- Roland Schwarz
- Erik Thiele
- Idris Ibaev